# Hans Multscher
Hans Multscher (* um 1400 in Reichenhofen; † 1467 in Ulm) war ein deutscher Bildhauer und Maler.

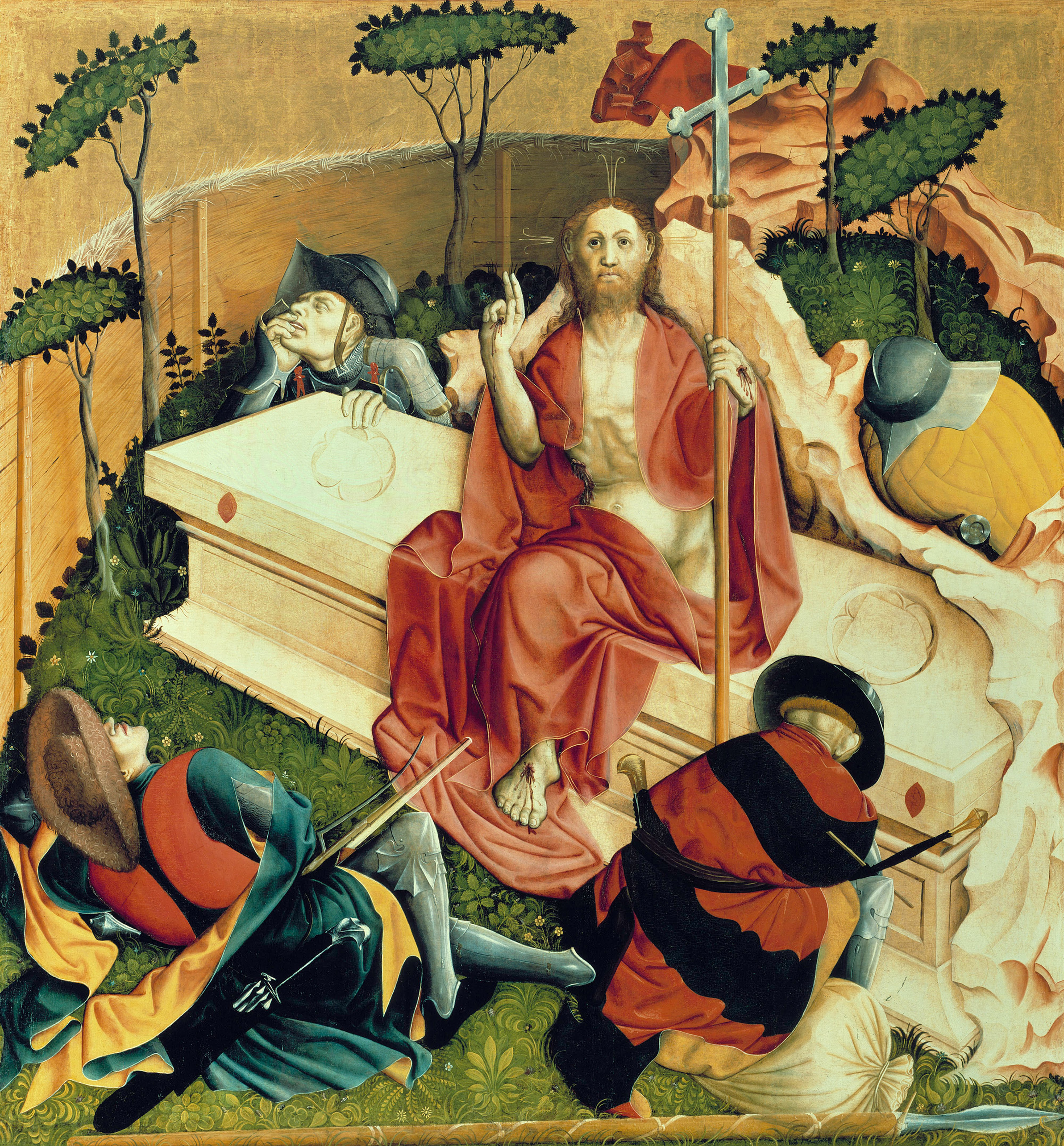
Die Auferstehung Christi, Gemäldegalerie Berlin

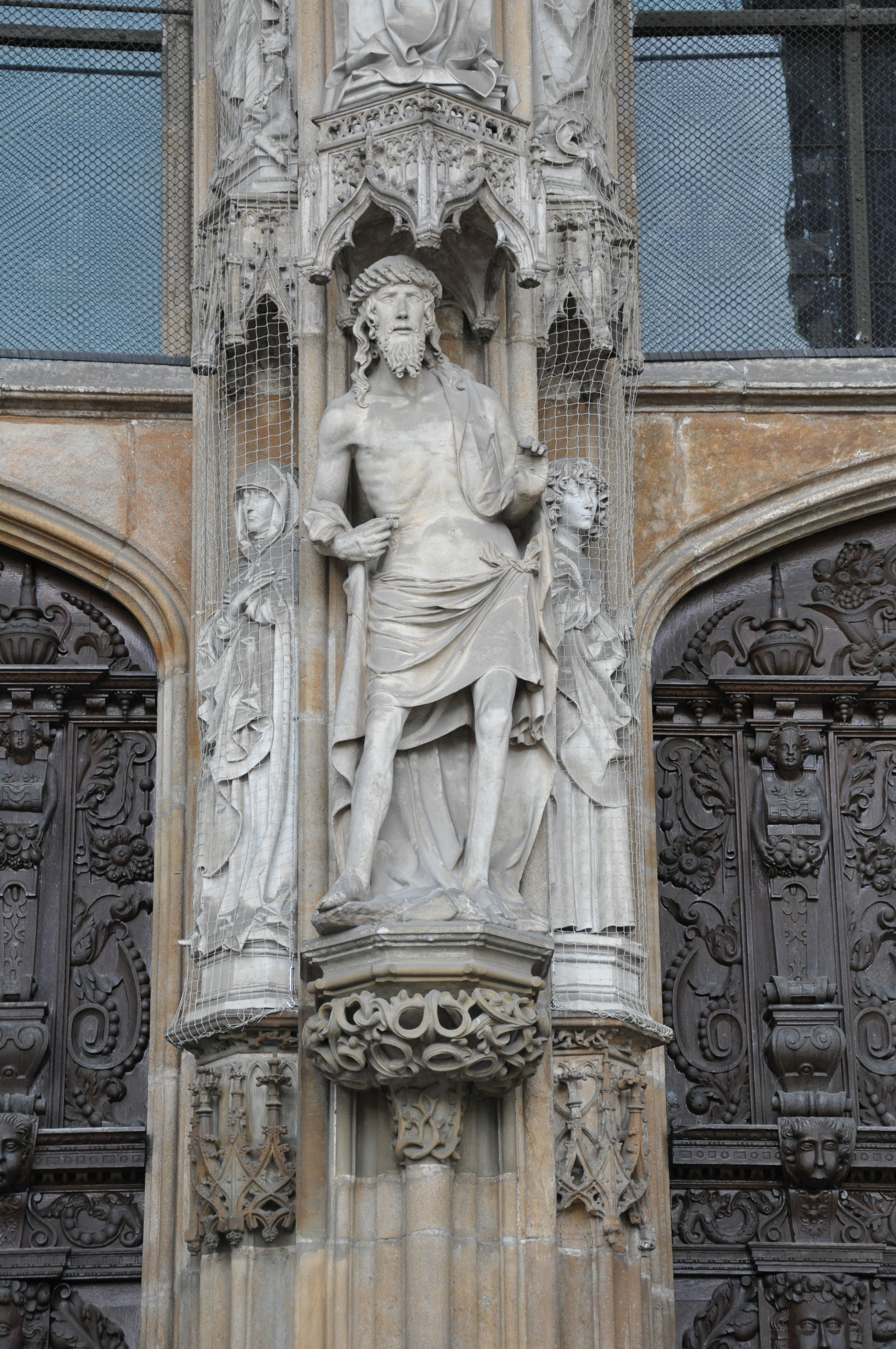
Der Schmerzensmann (Kopie) am Mittelpfeiler des Westportals des Ulmer Münsters

## Leben
Nach Lehrjahren in seiner Allgäuer Heimat lernte er während seiner Wanderjahre die künstlerischen Neuerungen in Nordfrankreich bzw. den Niederlanden kennen. 1427 wurde er in Ulm als freier Bürger aufgenommen. Im selben Jahr heiratete er die Bürgerstochter Adelheid Kitzin. Multscher war als Bildhauer, Maler und Modelleur tätig und unterhielt bis zu seinem Tode im Jahr 1467 eine umfangreiche und angesehene Werkstatt. In dieser Werkstatt wirkte unter anderem – mit eigener Hand – auch sein Bruder Heinrich Multscher mit.

## Bedeutung
Unter der Vielzahl talentierter, meist namenloser Künstler des 15. Jahrhunderts ragt Multscher hervor als starke Persönlichkeit, die sich über Jahrzehnte ständig weiterentwickeln konnte. Er war Wegbereiter des aus den burgundischen Niederlanden nach Deutschland gelangenden Realismus, der den „weichen Stil“ seiner Zeitgenossen (z. B. Meister Francke, Stefan Lochner, Meister Hartmann) ablösen sollte. Im Wurzacher Altar von 1437 (Berlin) steigert sich sein Realismus zur betonten Hässlichkeit; in den Schnitzfiguren des Sterzinger Altars (ab 1456) jedoch fand er eine große, heitere und ernste Form wieder. Der Revolutionär war zum Klassiker geworden.
Mit seinem Spätwerk wurde Multscher zum Wegbereiter für Jörg Syrlin (den Älteren), Michel Erhart, Gregor Erhart, Veit Stoß, Adam Kraft, Tilman Riemenschneider u. a. und gilt damit als früher Vertreter und Mitbegründer der Ulmer Schule.
„Die Greifweite seines Gefühlslebens war von fast einmaliger Spannung … Es ist ein faustisches Wesen in ihm“ (W. Pinder, 1937).

## Werke

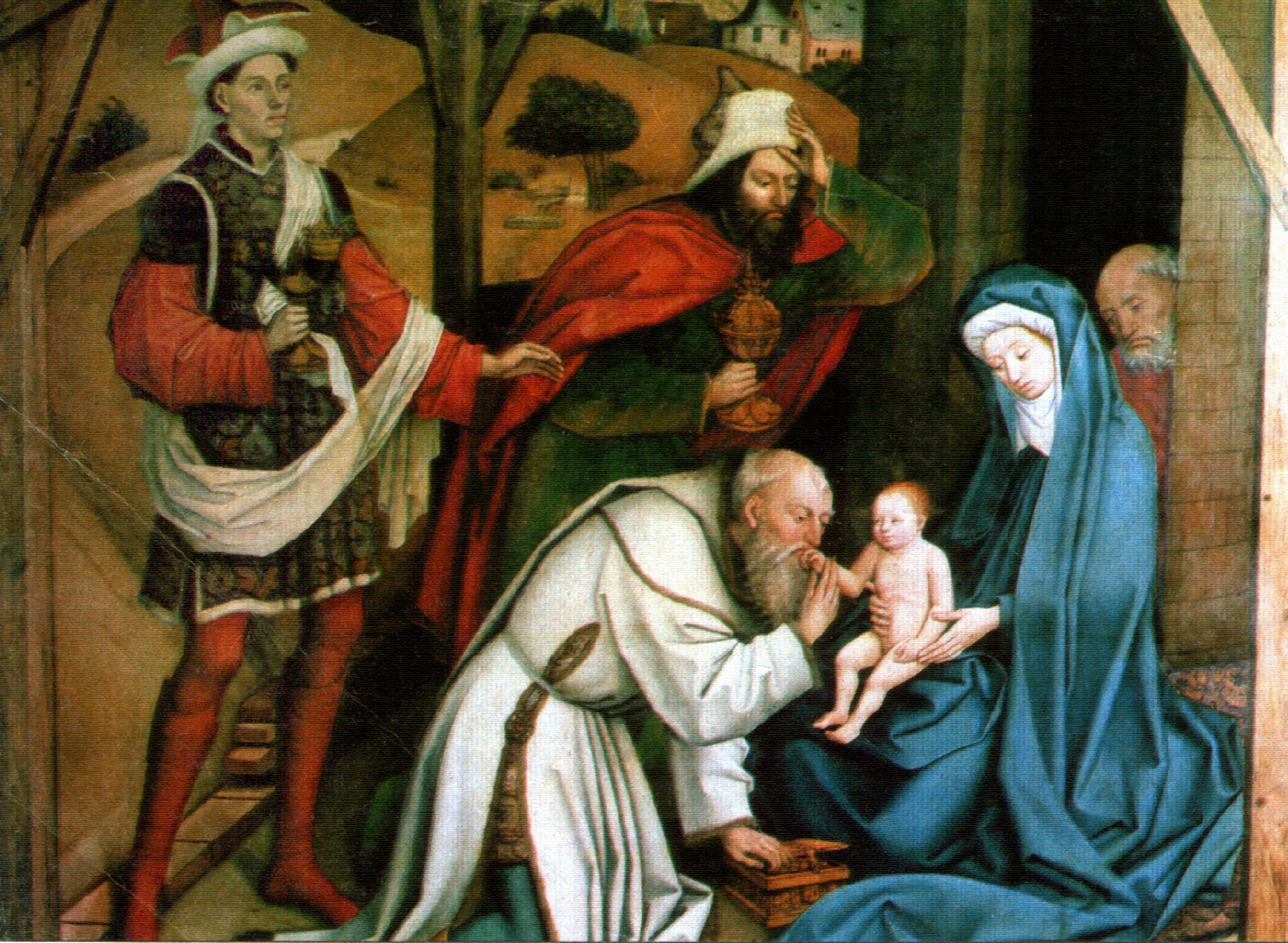
Anbetung der Könige, Altarbild von Hans Multscher, Multscher-Museum Sterzing, Südtirol

Um 1429 fertigt er den Schmerzensmann am Westportal des Ulmer Münsters. Im Bildersturm (1531) wahrscheinlich verlorengegangen und kaum mehr rekonstruierbar sind die Figuren der sogenannten Karg-Nische an der rechten Ostwand (im Innern) des Ulmer Münsters, ursprünglich ein 1433 im Auftrag der Familie Karg errichteter Wandaltar mit Darstellung der Verkündigung. Weitere Altäre Multschers sind der Landsberger Altar (1437), der Heiligenkreuzthaler Altar (1450, Altheim bei Riedlingen) und der Altar in Sterzing (Südtirol). Neben der Sterzinger Muttergottes sind an Plastiken noch die Reichenhofer (1425), die 
Landsberger und die Bihlafinger (ab 1455) Madonnenfiguren erhalten, weiter zwei Engel vom Sterzinger Flügelaltar (im Bayerischen Nationalmuseum München), die Grabmalvisierung für Herzog Ludwig den Gebarteten von Bayern-Ingolstadt (ebenfalls München, BNM) sowie die Plastiken für das Prachtfenster des Ulmer Rathauses, die sogenannte Kaisergruppe am Ostfenster. Im Liebieghaus in Frankfurt am Main wird eine Alabasterskulptur des Gnadenstuhls von Hans Multscher (um 1430) aufbewahrt.

## Ehrungen
- Hans-Multscher-Gymnasium Leutkirch im Allgäu
- Hans-Multscher-Schule Ulm
- Hans-Multscher-Kindergarten Reichenhofen

## Weitere Bilder

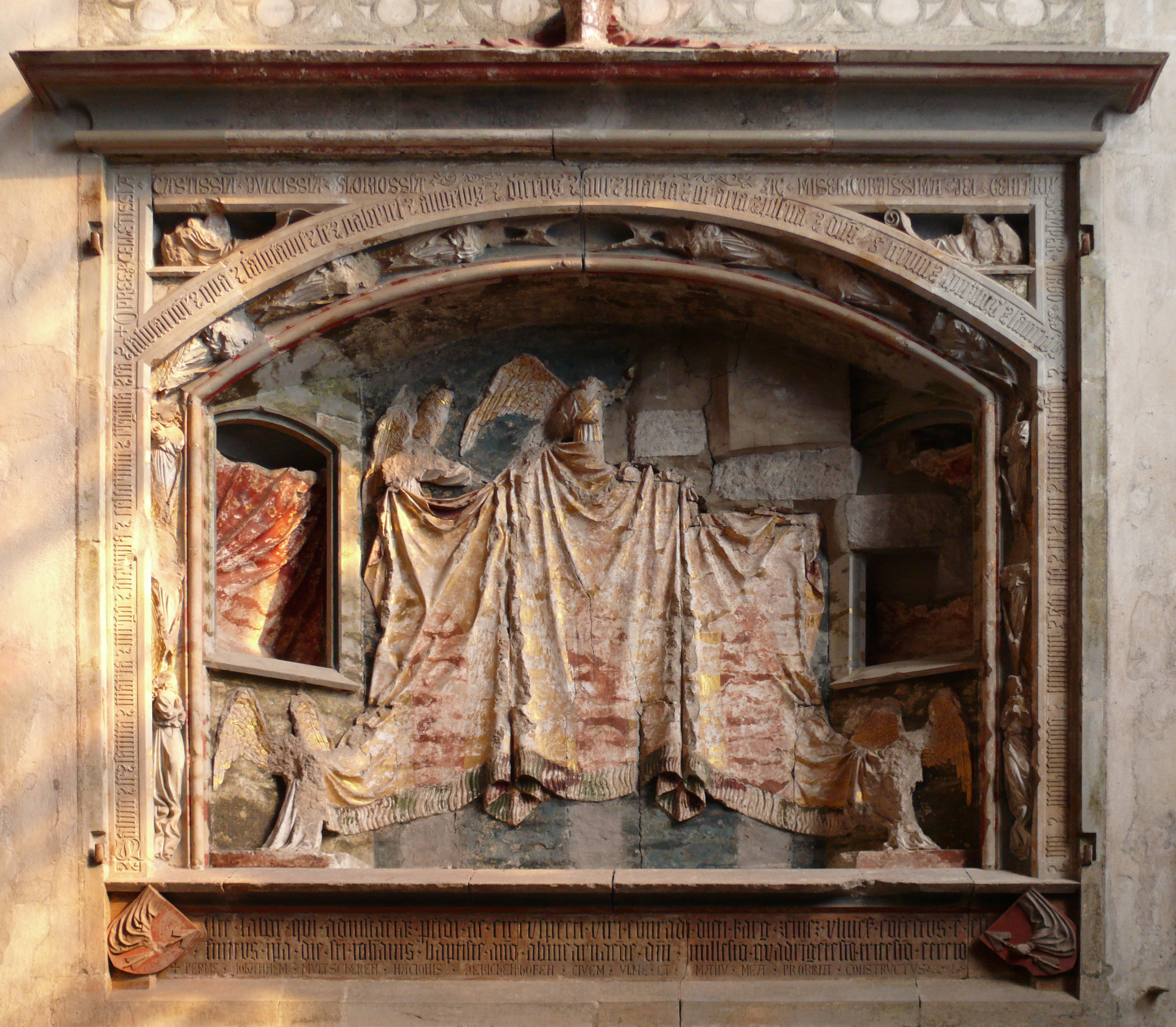
Die sog. Karg-Nische im Ulmer Münster, Rest eines Wandaltars von Hans Multscher von 1433
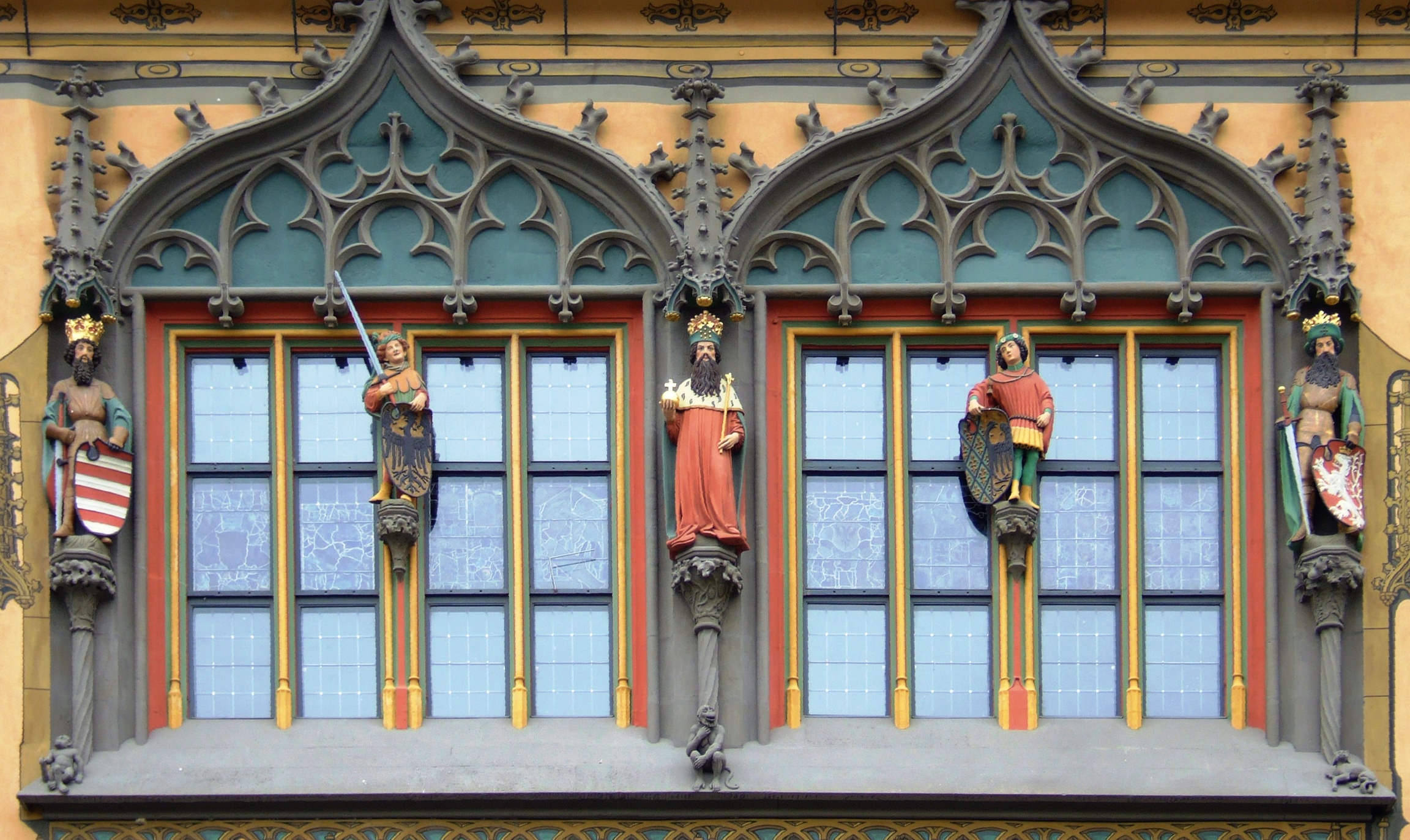
Kaisergruppe am Ostfenster des Ulmer Rathauses, Hans Multscher, um 1427– um 1433
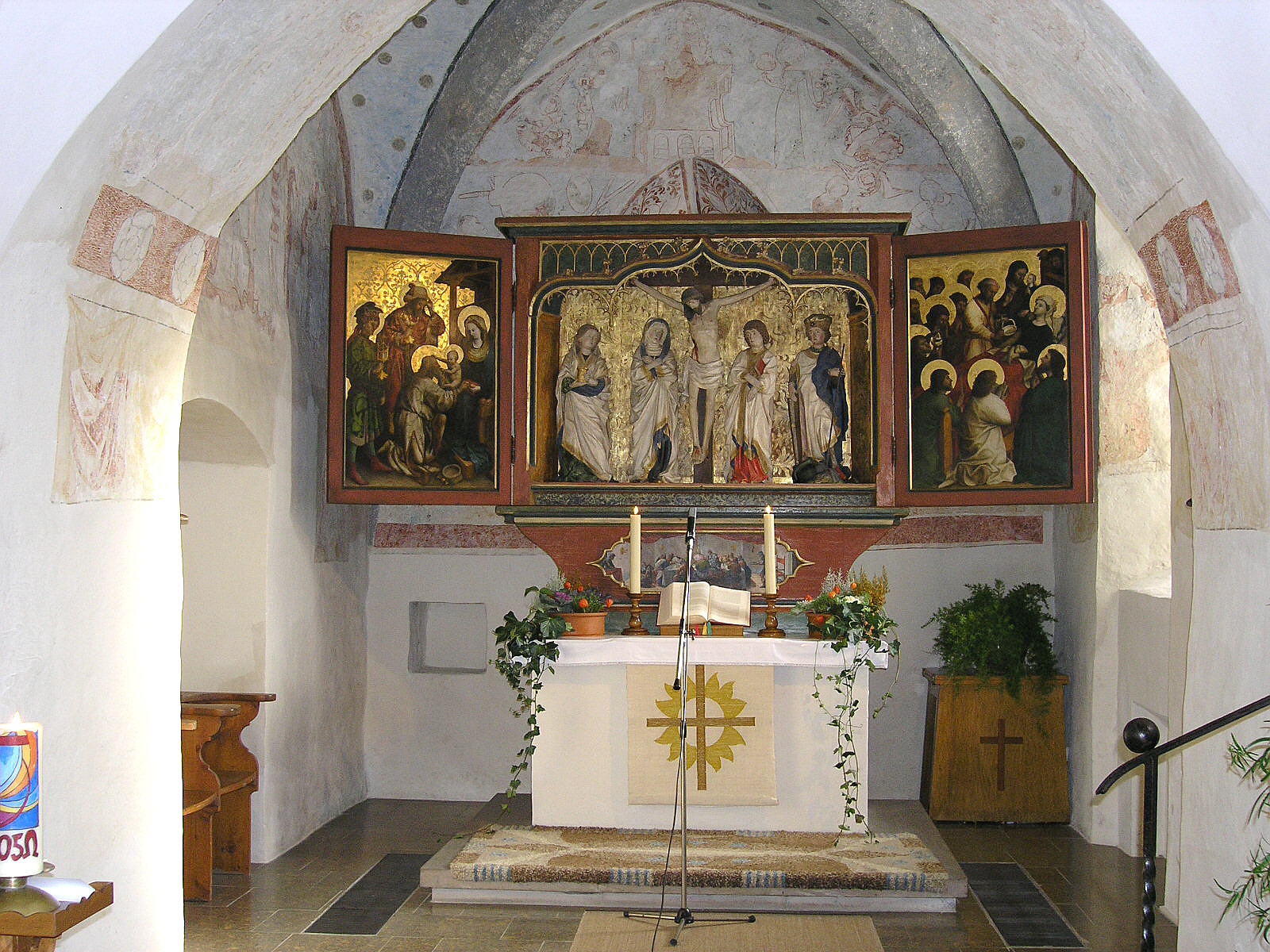
Flügelaltar der Multscher-Schule in der Pfarrkirche Scharenstetten (ursprünglich im Ulmer Münster)
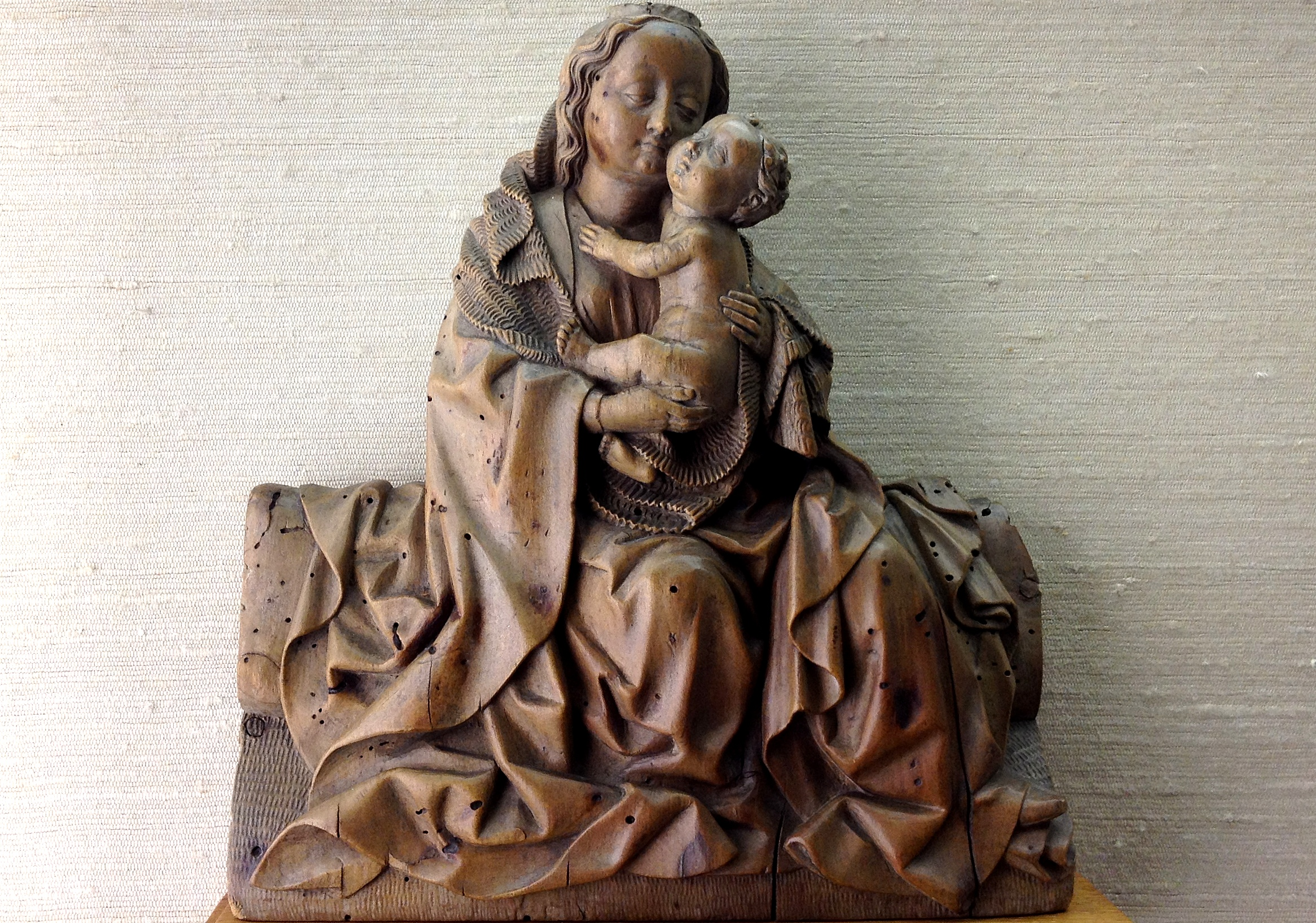
Madonnenfigur in der Nachfolge von Hans Multscher, um 1450
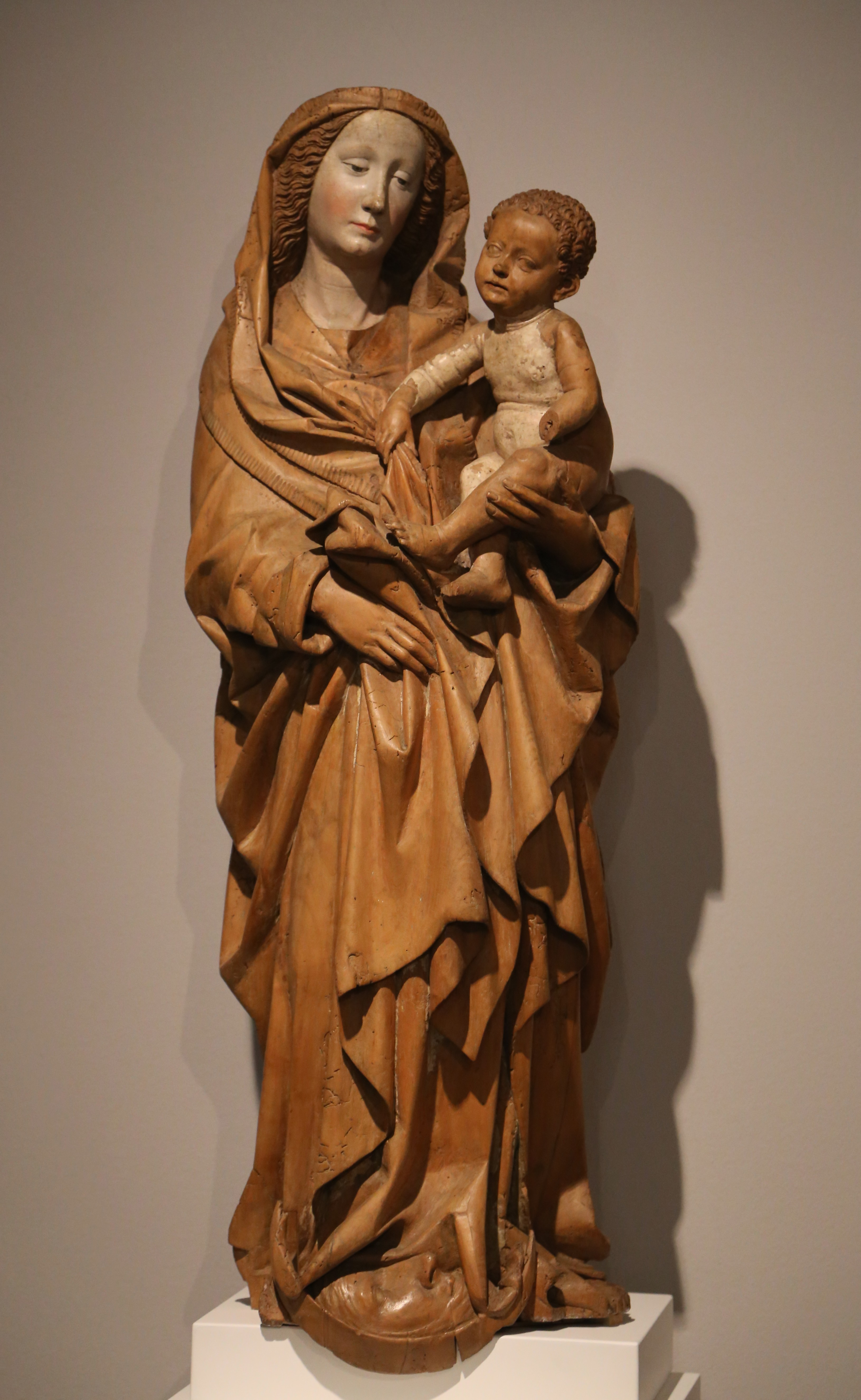
Maria mit Kind (Bihlafinger Madonna), um 1455–60, Erlenholz, Reste der originalen und einer neueren Fassung; Museum Ulm